# Vittaria moritziana
Vittaria moritziana là một loài dương xỉ trong họ Pteridaceae. Loài này được Mett. mô tả khoa học đầu tiên năm 1864.